# Phyllis Diller
Phyllis Diller, nome vero di Phyllis Ada Driver (Lima, 17 luglio 1917 – Los Angeles, 20 agosto 2012), è stata un'attrice e doppiatrice statunitense.

## Biografia
Attrice dal 1961, fu anche doppiatrice in alcuni cartoni, come A Bug's Life - Megaminimondo in cui dette la voce alla Regina.
Morì nel sonno il 20 agosto 2012 nella sua casa di Brentwood (Los Angeles) all'età di 95 anni.

## Vita privata
Fu sposata con Sherwood Anderson Diller e poi con Warde Donovan, che la lasciò vedova.
Dal primo matrimonio ebbe cinque figli: Peter (morto nel 1998); Perry (1950), divenuto attore; Sally (1946); Stephanie (morta nel 2002) e Suzanne (1946).

## Filmografia parziale

### Cinema
- Splendore nell'erba (Splendor in the Grass), regia di Elia Kazan (1961)
- The Fat Spy, regia di Joseph Cates (1966)
- Un bikini per Didi (Boy, Did I Get a Wrong Number!), regia di George Marshall (1966)
- Otto in fuga (Eight on the Lam), regia di George Marshall (1967)
- Mash, la guerra privata del sergente O'Farrell (The Private Navy of Sgt. O'Farrell), regia di Frank Tashlin (1968)
- The Adding Machine, regia di Jerome Epstein (1969)
- The Great Balloon Race, regia di Chris Robinson (1977)
- A Pleasure Doing Business, regia di Steven Vagnino (1979)
- Pink Motel, regia di Mike MacFarland (1982)
- Doctor Hackenstein, regia di Richard Clark (1988)
- The Boneyard, regia di James Cummins (1991)
- The Perfect Man, regia di Wendy Hill-Tout (1993)
- Il silenzio dei prosciutti (The Silence of the Hams), regia di Ezio Greggio (1994)
- A Bug's Life - Megaminimondo (A Bug's Life), regia di John Lasseter e Andrew Stanton (1998) - voce
- Chi ha ucciso l'auto elettrica? (Who Killed the Electric Car?), regia di Chris Paine  (2006)

### Televisione
- I Pruitts (The Pruitts of Southampton) – serie TV, 30 episodi (1966-1967)
- Un salto nel buio (Tales from the Darkside) - serie TV, episodio 2x09 (1985)